# Klaus Bondam
Klaus Jesper Bondam (født 19. november 1963 i Aakirkeby) er skuespiller, lydbogsindlæser, radikal politiker og tidligere borgmester i København for først Teknik- og Miljøforvaltningen og senere Beskæftigelses- og Integrationsområdet samt medlem af Økonomiudvalget. Han har efterfølgende været Institutleder ved Det Danske Kulturinstitut i Bruxelles. Fra 2014 til 2022 var han direktør i Cyklistforbundet.

## Opvækst og uddannelse
Klaus Bondam er født i Aaker ved Aakirkeby på Bornholm men flyttede tidligt med sin familie til Frederikssund på Sjælland.
Allerede i gymnasietiden var Bondam politisk aktiv i Danske Gymnasieelevers Sammenslutning.
Han blev uddannet skuespiller på Odense Teater i perioden 1988-1992.

## Karriere
Efter nogle år som skuespiller i forskellige sammenhænge, blev han chef for Grønnegårds Teatret i 1996. Han fortsatte som chef for Folketeatret i 2003 men fratrådte i 2005 for at hellige sig kommunalpolitik.
Bondam meldte sig ind i Det Radikale Venstre i 1997 og blev valgt ind i Københavns Borgerrepræsentation ved kommunalvalget i 2001. Ved kommunalvalget i 2005 blev han genvalgt, og ved konstitueringsforhandlingerne blev han borgmester for Teknik- og Miljøforvaltningen. I 2010 fik han nyt ansvarsområde som Beskæftigelses- og Integrationsborgmester og medlem af Økonomiudvalget.
Han var i årene 2004 - 2006 formand for Krogerup Højskole.
Klaus Bondam stoppede som borgmester ved udgangen af 2010, idet han den 1. januar 2011 flyttede til Belgien og tiltrådte en stilling som institutleder ved Det Danske Kulturinstitut i Bruxelles, der dækker Belgien, Holland og Luxembourg. I februar 2014 vendte han hjem til Danmark, hvor han blev ny direktør i Dansk Cyklist Forbund, som i oktober samme år skiftede navn til Cyklistforbundet.
I forbindelse med at Klaus Bondam stillede op ved Folketingsvalget 2022, blev der indgået en aftale med Cyklistforbundet om at afslutte samarbejdet.

## Privatliv
Han er oldebarn af Axel Jarl.
Han er gift med landskabsarkitekten Jacob Kamp og bosat i Odsherred.

## Filmografi
- Festen (1998) – Toastmasteren
- Mimi og madammerne (1998) – Betjent 2
- Mifunes sidste sang (1999) – Præst
- Den eneste ene (1999) – Præst/Vikar
- Slip hestene løs (2000) – Advokat
- Et rigtigt menneske (2001) – Ulrik
- Monas verden (2001) – Don J
- En kort en lang (2001) – Præsten
- Lykkevej (2003) – Henrik
- Inkasso (2004) – Sune
- Madame Ida (2024) – Harald

### Tv-serier
- Taxa, afsnit 5 (1997) – Børsmægler
- Lex & Klatten (1997) – Speaker
- Edderkoppen (2000) – Gylling
- Skjulte spor, afsnit 5-6 (2000) – Simon
- Jul på Kronborg (julekalender) (2000) – Kommunaldirektør Karl Gustafsen
- Nikolaj og Julie, afsnit 20-21 (2003) – Teaterdirektør
- Langt fra Las Vegas (2001-2003) – Niels Buckingham
- Rejseholdet, afsnit 31-32 (2003-2004) – Hagested, Justitsminister
- Krøniken, afsnit 1-2 (2004) – Lærer Arne Dupont
- Klovn, sæson 3, afsnit 8 (2006) – Klaus Bondam

### Tegnefilm
- Villa, Volvo & Vicki (2004) – Sven
- Den grimme ælling og mig (2005) – Esmeralda
- Der var engang..., afsnit 3 og 15 (2004-2005) – Forskellige stemmer
- Helt Vildt (2006) – Niller
- Rejsen til Saturn (2008) – Kurt Maj

### Tv-reklamer
- KiMS – Frank Frigaard, marketingchef[8]

## Priser og hædersbevisninger
- 2000: Modtager af Kaj Wiltons Hæderslegat
- 2002: Modtager af Jørgen Buckhøjs Hæderslegat
- 2003: Nomineret til Årets homo ved LGBT Danmarks LGBT-priser
- 2005: Nomineret til Årets politiker ved LGBT Danmarks LGBT-priser